# Fundació Europeana
La Fundació Europeana, anomenada també Stichting Europeana és una organització sense ànim de lucre i l'òrgan rector del servei i la plataforma digital Europeana. Té la seu a la Biblioteca Nacional dels Països Baixos, a La Haia.
Els membres de la Fundació Europeana són els presidents d'associacions europees relacionades amb el patrimoni i la informació cultural. La Fundació està dirigida per un Consell o Comitè Executiu, que és la responsable de la presa de decisions i la supervisió dels treballs d'Europeana. Els 20 socis membres de les institucions del patrimoni cultural i científic de tot Europa i els 6 oficials de la Xarxa Europeana són els facultats per a nomenar el Comitè Executiu, representar a les associacions professionals i assessorar en qüestions polítiques i estratègiques El director executiu de la Fundació Europeana és Jill Cousins.
Entre els objectius de la Fundació, estan els de promoure l'accés al patrimoni cultural i científic d'Europa, la col·laboració entre museus, arxius, col·leccions audiovisuals i biblioteques perquè els usuaris puguin tenir accés integral al seu contingut a través d'Europeana i altres serveis.